# Pioneer 4
Pioneer 4 – amerykańska sonda wysłana w kierunku Księżyca w ramach programu Pioneer. Była pierwszym amerykańskim statkiem, który pokonał siłę przyciągania Ziemi i zbliżył się do powierzchni Księżyca. Statek osiągnął orbitę okołosłoneczną i przebywa na niej do teraz. Była to piąta, tym razem udana, próba opuszczenia pola ziemskiej grawitacji przez amerykańskie sondy. Poprzednie próby statków Pioneer 0, Pioneer 1, Pioneer 2 i Pioneer 3 zakończyły się fiaskiem.

## Opis misji
Sonda miała być pierwszym statkiem, który minie Księżyc. Jednak udało się to dopiero za piątym razem. W wyścigu kosmicznym, jaki towarzyszył zimnej wojnie, Stany Zjednoczone przegrały walkę o tytuł pierwszego statku, który opuści ziemskie pole grawitacyjne, ze Związkiem Radzieckim, który kilka tygodni wcześniej pomyślnie wystrzelił sondę Łuna 1.
Po wykonaniu najważniejszego zadania (lot do Księżyca i minięcie go), Pioneer 4 zwrócił dane o promieniowaniu i umożliwił Amerykanom wykonanie cennych ćwiczeń w zakresie namierzania odległych statków kosmicznych. Statek zbliżył się na 58 983 km do powierzchni Księżyca 4 marca 1959 roku (godz. 22:25 GMT, nad punktem 7,2° E i 5,7° S), z prędkością 7230 km/h. Odległość ta była za mała do wyzwolenia czujników fotoelektrycznych – nie wykonano zdjęć powierzchni Księżyca. Następnie sonda weszła na orbitę heliocentryczną, na której przebywa do tej pory. Parametry wokółsłonecznej orbity Pioneera 4 były następujące: peryhelium 146,8 mln km (prędkość ruchu sondy w kierunku równoległym do powierzchni Słońca była wówczas równa 30,9 km/s), aphelium 169,3 mln km (prędkość 26,6 km/s), czas trwania jednego okrążenia wokół Słońca 392 doby. Sonda była śledzona przez 82 godzin, do osiągnięcia dystansu 655 000 km. Peryhelium osiągnęła 18 marca, o godz. 1:00 GMT, aphelium w dniu 29 września 1959 r.
Wraz z sondą na orbitę weszła także cylindryczna obudowa czwartego stopnia rakiety nośnej Juno II, oznaczona 1959 Nu 2, tj. 1959-013B.

## Budowa i działanie
Pioneer 4 i Pioneer 3 były bliźniaczymi konstrukcjami. Satelita ważył 6,1 kg. Miał kształt stożka o wysokości 0,51 m i średnicy 0,23 m. Był wykonany z pozłacanego włókna szklanego, które zapewniało przewodność elektryczną kadłuba. Pomalowany był w pasy, dla regulacji temperatury. Zasilanie odbywało się z baterii rtęciowej. Antenę stanowił kadłub statku wraz z cienkim bolcem umieszczonym na jego szczycie. W środku podstawy sondy umieszczono czujnik fotoelektryczny sprzężony z dwiema fotokomórkami. Miał on zadziałać, gdy sonda byłaby ok. 30 000 km od Księżyca.
Mechanizm derotacji składał się z dwóch 7-gramowych ciężarków umieszczonych na 150 cm lince (zwiniętej). Hydrauliczny czasomierz wyzwalał szpulę po 10 godzinach od startu. Linki odwijały się i nadawały całości ruch obrotowy, który przeciwdziałał dotychczasowym obrotom sondy. Po zwolnieniu obrotów statku, z 400 do 6 obr./min, ciężarki były odrzucane.

## Ładunek
- 2 liczniki Geigera-Mullera
- System fotograficzny (2 elementy fotoelektryczne)
- Nadajnik radiowy: 960,05 MHz; masa 0,5 kg; sygnał FM o mocy 0,1 W